# فرودگاه شهرستان هتیزبرگ بابی ال. چین
فرودگاه شهرستان هتیزبرگ بابی ال. چین (به انگلیسی: Hattiesburg Bobby L. Chain Municipal Airport) یک فرودگاه همگانی بهره‌برداری هوایی با کد یاتا HBG است که یک باند فرود آسفالت دارد و طول باند آن ۱۸۵۷ متر است. این فرودگاه در کشور ایالات متحده آمریکا قرار دارد و در ارتفاع ۴۶ متری از سطح دریا واقع شده‌است.